# Fagblad
Et fagblad er et tidsskrift, der enten udgives af en medievirksomhed eller et fagforbund. Det kan enten fungere som et uafhængigt fagblad eller som et forbunds medlemsblad. Nogle fagblade har abonnenter, så økonomien ikke bæres af medlemmer.

## Danske fagblade
Nogle af de fagblade, der udgives i Danmark. Med tilhørende fagforbund eller udgivervirksomhed i parentes.
- Djøfbladet (Djøf)
- Fagbladet 3F (3F)
- Farmaci (Danmarks Apotekerforening)
- Farmakonomen (Farmakonomforeningen)
- Folkeskolen (Danmarks Lærerforening)
- Håndværk & Design (Foreningen Håndværk og Design)
- Ingeniøren (Ingeniørforeningen i Danmark)
- Journalisten (Dansk Journalistforbund)
- Laboranten (Dansk Laborant-Forening)
- Magisterbladet (Dansk Magisterforening)
- Musikeren (Dansk Musiker Forbund)
- Pharma (Pharmadanmark)
- SKnyt (Søværnets Konstabelforening)
- Socialpædagogen (Socialpædagogernes Landsforbund)
- Sygeplejersken (Dansk Sygeplejeråd)
- Ugeskrift for Læger (Lægeforeningen)
- Jern og Maskinindustrien (Nordiske Medier)
- Motor-magasinet (Nordiske Medier)
- Mester Tidende (Nordiske Medier)
- Transportmagasinet (Nordiske Medier)
- Licitationen (Nordiske Medier)
- Metal Supply (Nordiske Medier)

| Anime eller manga | Spire Denne artikel om medie og kommunikation er en spire som bør udbygges. Du er velkommen til at hjælpe Wikipedia ved at udvide den. |